# مبهم‌سازی
مبهم‌سازی پنهان کردن معنای مورد نظر در هنگام برقراری ارتباط، با دشوار کردن درک پیام مورد نظر، معمولا با زبانی گیج‌کننده و مبهم است. ممکن است مبهم‌سازی، عمدی یا غیر عمدی باشد (گرچه معمولا عمدی است) و با دور زدن موضوع (به جای صحبت درباره اصل موضوع) استفاده از زبان حرفه‌ای یا زبان ویژه (زبان درون‌گروهی) انجام می‌شود که دیگران آنرا نمی‌فهمند.
در نوشتار توضیحی، مبهم‌سازی غیر عمدی در سند پیش‌نویس در آغاز ترکیب زبانی دیده می‌شود. چنین مبهم‌سازی‌هایی با تفکر انتقادی و تجدید نظر در نوشتار، چه از سوی نویسنده یا ویراستار رخ می‌دهد. برابر واژه مبهم‌سازی در زبان انگلیسی Obfuscation است که ریشه آن در زبان لاتین Obfuscāre به معنی "تاریک کردن" است. واژه‌های هم‌معنی مبهم‌سازی، Beclouding تار کردن و Abstrusity انتزاع و آهَنجِش هستند.

## پزشکی
پزشکان معمولا از زبان حرفه‌ای برای پنهان کردن حقایق ناخوشایند از بیمار استفاده می‌کنند. فیزیک‌دان و نویسنده سرشناس آمریکایی مایکل کرایتون گفت که "نوشتن پزشکی تلاشی بسیار ماهرانه و حساب‌شده برای گیج کردن خواننده است." روان‌شناس بی‌اف اسکینر گفته بود: "یادداشت پزشکی، گونه‌ای کنترل چندگانه مخاطب است که به پزشک اجازه می‌دهد تا با داروساز به گونه‌ای ارتباط برقرار کند که بیمار در صورت آگاهی از درونمایه آن، با دستور پزشک، مخالفت کند."

## خودداری
مبهم‌سازی خوددارانه (به انگلیسی: Eschew obfuscation) که "مبهم‌سازی خوددارانه، روشن‌سازی همسرانه" گونه‌ای گفته طنز است که آموزگاران و استادان زبان انگلیسی در هنگام آموزش شیوه‌های درست نگارش استفاده می‌کنند. در اصل، این گزاره به معنی پرهیز از ناشناخته بودن، یا جلوگیری از نامشخص بودن و حمایت از شفاف بودن است. اما استفاده نسبتا غیر معمول از واژه‌ها باعث سردرگمی بیشتر مخاطبان (کسانی که با این واژگان آشنا نیستند) شده و استفاده از آنرا گونه‌ای آیرونی و به بیان دقیق‌تر، دگرسان می‌دانند. این واژه دستکم از ۱۹۵۹ (میلادی) در بخشی از سند چاپ شده اداره کل ملی هوانوردی و فضا (ناسا) استفاده شده است.

## رمزنگاری جعبه سفید
به عنوان بخشی از مدیریت حقوق دیجیتال، در رمزنگاری جعبه سفید، مبهم‌سازی به معنی حفاظت از کلید (رمزنگاری) در هنگامی است که دشمن، آنرا در اختیار دارد.

## امنیت شبکه
در امنیت شبکه، مبهم‌سازی کد به معنی مبهم‌سازی روش‌های مورد استفاده، با منحرف کردن بار حمله سایبری به وسیله سامانه‌های حفاظت از شبکه است.